# Oogenius virens
Oogenius virens är en skalbaggsart som beskrevs av Antoine Joseph Jean Solier 1851. Oogenius virens ingår i släktet Oogenius och familjen Rutelidae. Inga underarter finns listade i Catalogue of Life.